# Appletons’ Cyclopædia of American Biography
Appletons’ Cyclopædia of American Biography (с англ. — «Циклопедия американских биографий Эпплтонов») — американский биографический словарь в 6 томах, публиковавшийся в 1887—1889 годах издательством D. Appleton & Company. Известен как единственное энциклопедическое издание, в которое оказались массово включены биографии никогда не существовавших людей.

## Описание
Циклопедия содержит около 13,4 тысяч статей, которые рассказывают об американцах, а также о европейцах, которые связаны с американской историей.
Циклопедия была напечатана под руководством управляющего редактора Росситера Джонсона и редакторов Джона Фиске и Джеймса Гранта Уилсона. Участники написания могли предлагать включение статей, отсутствовавших в изначальном словнике, и нередко это делали; при этом редакторами не производилась проверка фактов а только исправление формы, а оплата осуществлялась за объём написанного, из-за чего написание статей о вымышленных людях, не требующее исследовательской работы, было возможным и прибыльным.
Большинство статей не подписано, хотя в начале каждого тома имеется список основных авторов, для каждого из которых приведены примеры 2-3 статей, написанных ими, из чего можно увидеть заявленного автора небольшой доли статей. При этом на самом деле многие из заявленных авторов не писали статьи, а только одобрили их внесение в словарь. Текстологическая экспертиза проблематична, поскольку статьи были отредактированы для единообразия.
В энциклопедии имеются статьи о людях, которые предположительно не существовали: среди примерно 1140 статей на буквы G, H, I обнаружено 43 подделки, или 3,8 % статей. Как минимум одна статья, о Юэте де Наварре, губернаторе Кайенны, рассказывает о реальном человеке, но состоит из вымышленных подробностей, а другая статья содержит ложные факты. Почти все обнаруженные подделки находятся в томах с третьего по шестой и рассказывают о вымышленных ранних исследователях Центральной и Южной Америки. В некоторых статьях о вымышленных людях использованы детали биографии и фамилии реальных людей, предположительно взятые из «Универсальной биографии» (фр. Biographie universelle) Луи Габриэля Мишо. Ни у одной из обнаруженных поддельных статей не указано авторство.
В написании подделок подозревают Уилльяма Кристиана Теннера (англ. William Christian Tenner), который был ранее судим за финансовое мошенничество с подделкой документов, и Германа Риттера (англ. Hermann Ritter), руководителя испанского отдела издания, который единственный указан как  автор «статей на темы Южной и Центральной Америки» и который вступил в должность как раз при создании третьего тома.

## История
Статьи о вымышленных людях впервые были обнаружены в 1909 году, когда Джон Хендли Барнхарт, библиограф Нью-Йоркского ботанического общества, опубликовал короткую статью в журнале этого общества. Также некоторое количество подделок было обнаружено сотрудниками Dictionary of Books Relating to America Джозефа Сэбина.
И Банхарт, и сотрудники Сэбина использовали Циклопедию для составления библиографических материалов и обнаружили подделки, когда перепроверяли сведения в ней. При этом известно как минимум о четырёх случаях, когда при составлении библиографических материалов использовали Циклопедию, но об обнаружении подделок не заявили, а также о двух энциклопедических изданиях — Dictionary of Catholic Biography и Harper's Encyclopedia of United States History — в которых появились статьи о предположительно вымышленных людях из Циклопедии.
Общественности о подделках стало известно в 1937 году, когда Маргарет Касл Шиндлер (англ. Margaret Castle Schindler) опубликовала статью в The American Historical Review.